# Біатлон на зимових Олімпійських іграх 1994
Змагання з біатлону на зимових Олімпійських іграх 1994 року у Ліллехамері проходили з 18 по 26 лютого. Було розіграно 6 комплектів нагород.

## Дисципліни (біатлонні)
| Чоловіки             | Жінки                |
| -------------------- | -------------------- |
| 10 км, Спринт        | 7,5 км, Спринт       |
| 20 км, Індивідуальна | 15 км, Індивідуальна |
| 4 × 7,5 км, Естафета | 4 × 7,5 км, Естафета |

## Медальний залік

### Таблиця
| Місце | Країна          | Золото | Срібло | Бронза | Загалом |
| ----- | --------------- | ------ | ------ | ------ | ------- |
| 1     | Росія (RUS)     | 3      | 1      | 1      | 5       |
| 2     | Канада (CAN)    | 2      | 0      | 0      | 2       |
| 3     | Німеччина (GER) | 1      | 3      | 2      | 6       |
| 4     | Франція (FRA)   | 0      | 1      | 2      | 3       |
| 5     | Білорусь (BLR)  | 0      | 1      | 0      | 1       |
| 6     | Україна (UKR)   | 0      | 0      | 1      | 1       |
| Усого | Усого           | 6      | 6      | 6      | 18      |

### Чоловіки
| Гонка:                    | Золото:                                                       | Час       | Срібло:                                                                     | Час       | Бронза:                                                                   | Час       |
| Індивідуальна гонка 20 км | Сергій Тарасов · Росія                                        | 57:25.3   | Франк Люк · Німеччина                                                       | 57:28.7   | Свен Фішер · Німеччина                                                    | 57:41.9   |
| Спринт 10 км              | Сергій Чепіков · Росія                                        | 28:07.0   | Рікко Гросс · Німеччина                                                     | 28:13.0   | Сергій Тарасов · Росія                                                    | 28:27.4   |
| Естафета                  | Німеччина (GER) Рікко Гросс Франк Люк Марк Кірхнер Свен Фішер | 1:30:22.1 | Росія (RUS) Валерій Кирієнко Володимир Драчов Сергій Тарасов Сергій Чепіков | 1:31:23.6 | Франція (FRA) Тьєррі Дюссерр Патріс Байї-Сален Ліонель Лоран Ерве Фланден | 1:32:31.3 |

### Жінки
| Гонка:                    | Золото:                                                                 | Час       | Срібло:                                                                        | Час       | Бронза:                                                               | Час       |
| Індивідуальна гонка 15 км | Миріам Бедар · Канада                                                   | 52:06.6   | Анн Бріян · Франція                                                            | 52:53.3   | Уші Дізль · Німеччина                                                 | 53:15.3   |
| Спринт 7,5 км             | Миріам Бедар · Канада                                                   | 26:08.8   | Світлана Парамигіна · Білорусь                                                 | 26:09.9   | Валентина Цербе-Нессіна · Україна                                     | 26:10.0   |
| Естафета                  | Росія (RUS) Надія Таланова Наталія Снитіна Луїза Носкова Анфіса Рєзцова | 1:47.19.5 | Німеччина (GER) Уші Дізль Антьє Мізерскі Сімона Грайнер-Петтер-Мемм Петра Шааф | 1:51.16.5 | Франція (FRA) Корінн Ніогре Веронік Клодель Дельфін Хайманн Анн Бріян | 1:52.28.3 |